# Правоугаони стадион у Мелбурну
Правоугаони стадион у Мелбурну, који се налази у граду Мелбурну у Аустралији, је стадион за рагби 13, рагби 15 и аустралијски фудбал (енгл. Australian rules football). Капацитет стадиона је 29.500 седећих места. Овај стадион повремено користи рагби 13 репрезентација Аустралије за тест мечеве када је домаћин. На овом стадиону играју Мелбурн сторм, екипа која се такмичи у најјачем рагби лига такмичењу на свету НРЛ-у, Мелбурн рајзинг, екипа која се такмичи у Националном рагби шампионату и Мелбурн Ребелс, рагби јунион тим који игра у супер рагбију. 